# Resplendor
Resplendor este un oraș în Minas Gerais (MG), Brazilia.